# 샤밀라 데바
샤밀라 데바(Sharmila Devar, 1964년 7월 10일 ~ )는 미국의 배우, 연극 배우, 텔레비전 배우, 영화배우이다.

## 출연 작품

### 텔레비전
- 더 영 앤 더 레스트리스 (2007-08)
- 아웃소스드 (2010-11) - 라타 역
- 스캔들 (2013-14)

### 영화
- Eastern Son (2003)
- 셰이즈 오브 레이 (2008, Shades of Ray)